# Eriopyga dyschoroides
Eriopyga dyschoroides là một loài bướm đêm trong họ Noctuidae.